# Stephanus Jonæ
Stephanus Jonæ, död maj 1651, var en svensk präst.

## Biografi
Stephanus Jonæ var son till kyrkoherden Jonas Gunnari Lincopensis i Köpings församling. Han studerade i Kalmar och Linköping och senare utomlands. Stephanus Jonæ avlade magisterexamen i Tyskland och deltog under krgoroligheterna 1611 då Kalmar skola upplöstes och de övriga flyttades till Vimmerby. Han blev 1613 kyrkoherde i Köpings församling och kontraktsprost över Ölands norra kontrakt. Stephanus Jonæ var riksdagsman vid riksdagen 1636 och riksdagen 1642. Han avled 1651.

### Familj
Stephanus Jonæ var gift med Kirstin Jonsdotter (Eberstein) (död 1673). De fick tillsammans barnen kyrkoherden Jonas Stephani Lippius (död 1676) i Köpings församling, kyrkoherden Stephanus Lippius i Runstens församling, Elin Lippia som var gift med kyrkoherden E. Tavast i Räpplinge församling, Anna Lippia som var gift med prosten G. Berelius i Hulterstads församling, Christina Lippia som var gift med porsten O. Bohlius i Torsås församling, Brita Lippia, em dotter som var gilft med rådmannen Johan Jäger i Kalmar och Catharina Lippia som var gift med prosten O. Catonius i Söderåkra församling.